# 石原貴規
石原 貴規（いしはら ともき、1998年2月3日 - ）は、兵庫県宝塚市出身のプロ野球選手（捕手）。右投右打。広島東洋カープ所属。

## 経歴

### プロ入り前
小学校2年から野球を始め、宝塚市立宝塚第一中学校時代は甲子園リトルシニアに所属。
創志学園高等学校時代は2年秋から正捕手。1学年下の高田萌生とバッテリーを組み、3年夏の県大会は決勝戦に進出するも敗退し、甲子園出場経験はなかった。
天理大学時代はベストナインを3度受賞し、4年春のリーグ戦では打率.408で首位打者を獲得している。大学の1年後輩に、後にプロでもチームメイトとなる森浦大輔がいた。
2019年10月17日に行われたプロ野球ドラフト会議で広島東洋カープから5位指名を受け、11月15日に契約金4000万円、年俸700万円（推定）で仮契約した。背番号は62。担当スカウトは鞘師智也。

### プロ入り後
2020年は、一軍への昇格はなく、ウエスタン・リーグ34試合に出場し、打率.202、4本塁打、8打点の成績だったが、二軍戦最後の2試合で3本塁打、さらにフェニックスリーグでも3本塁打を打った。
2021年は、3月17日の東京ヤクルトスワローズとのオープン戦（明治神宮野球場）で本塁打を放ち、初の開幕一軍入りを果たすと、3月28日の対中日ドラゴンズ3回戦（MAZDA Zoom-Zoomスタジアム広島）で9回表に守備から一軍初出場をすると、その後の9回裏のプロ初打席で四球を選び出塁した。その後4月16日に一軍登録を抹消されたが、4月29日に一軍に再昇格し、同日の対横浜DeNAベイスターズ戦（MAZDA Zoom-Zoomスタジアム広島）でプロ初の「7番・捕手」で先発出場し、7回裏の第3打席では濱口遥大から右前安打を打ち、プロ初安打・初打点を記録し、その後、長野久義の打席で長野が見逃し三振に倒れた際に盗塁を決め、プロ初盗塁も記録した。5月20日に、新型コロナウイルス感染を調べるPCR検査で、陽性判定を受けたと発表された。陽性判定が明らかになる前の5月18日に、球団の判断により「感染拡大防止特例2021」の対象選手として出場選手登録を抹消されていた。
2022年は一軍で9試合の出場に終わった。オフに、背番号を32に変更した。
2023年は一軍出場がなかった。
2024年は開幕一軍入り。4月16日の対横浜DeNAベイスターズ戦（MAZDA Zoom-Zoom スタジアム広島）で8回に同年初打席で同年初本塁打を放った。7月13日の対東京ヤクルトスワローズ戦（MAZDA Zoom-Zoom スタジアム広島）では延長11回に田口麗斗から自身初となるサヨナラ本塁打を放った。最終的に自身初となる一軍フル帯同を果たし、56試合の出場で打率.230、3本塁打、11打点の成績を残した。10月29日、900万増となる推定年俸1900万円で契約を更改した。
2025年、1月24日に「左手有鈎骨鈎骨折骨片摘出術」を受けた。

## 選手としての特徴・人物
二塁への送球タイムは最速1秒85。強肩で送球も正確とされる。打撃ではパンチ力が武器。リーダーシップも高く評価されている。
愛称は「小石」。
二卵性双生児の弟がおり、宝塚リトル時代から創志学園高校時代まで共にプレーした。
担当スカウトである鞘師智也からは「真面目でストイック」と野球に取り組む姿勢を評価されている。

## 詳細情報

### 年度別打撃成績
| 年 度     | 球 団     | 試 合 | 打 席 | 打 数 | 得 点 | 安 打 | 二 塁 打 | 三 塁 打 | 本 塁 打 | 塁 打 | 打 点 | 盗 塁 | 盗 塁 死 | 犠 打 | 犠 飛 | 四 球 | 敬 遠 | 死 球 | 三 振 | 併 殺 打 | 打 率 | 出 塁 率 | 長 打 率 | O P S |
| --------- | --------- | ----- | ----- | ----- | ----- | ----- | -------- | -------- | -------- | ----- | ----- | ----- | -------- | ----- | ----- | ----- | ----- | ----- | ----- | -------- | ----- | -------- | -------- | ----- |
| 2021      | 広島      | 60    | 125   | 113   | 8     | 27    | 1        | 0        | 4        | 40    | 12    | 1     | 0        | 2     | 1     | 9     | 1     | 0     | 24    | 7        | .239  | .293     | .354     | .647  |
| 2022      | 広島      | 9     | 16    | 13    | 0     | 2     | 0        | 0        | 0        | 2     | 0     | 0     | 0        | 2     | 0     | 1     | 0     | 0     | 3     | 1        | .154  | .214     | .154     | .368  |
| 2024      | 広島      | 56    | 139   | 122   | 11    | 28    | 6        | 0        | 3        | 43    | 11    | 0     | 0        | 5     | 2     | 5     | 1     | 5     | 22    | 1        | .230  | .284     | .352     | .636  |
| 通算：3年 | 通算：3年 | 125   | 280   | 248   | 19    | 57    | 7        | 0        | 7        | 85    | 23    | 1     | 0        | 9     | 3     | 15    | 2     | 5     | 49    | 9        | .230  | .284     | .343     | .627  |

- 2024年度シーズン終了時

### 年度別守備成績
| 年 度 | 球 団 | 捕手  | 捕手  | 捕手  | 捕手  | 捕手  | 捕手     | 捕手  | 捕手     | 捕手     | 捕手     | 捕手     |
| 年 度 | 球 団 | 試 合 | 刺 殺 | 補 殺 | 失 策 | 併 殺 | 守 備 率 | 捕 逸 | 企 図 数 | 許 盗 塁 | 盗 塁 刺 | 阻 止 率 |
| ----- | ----- | ----- | ----- | ----- | ----- | ----- | -------- | ----- | -------- | -------- | -------- | -------- |
| 2021  | 広島  | 56    | 242   | 17    | 0     | 3     | 1.000    | 1     | 14       | 12       | 2        | .143     |
| 2022  | 広島  | 8     | 38    | 4     | 0     | 0     | 1.000    | 0     | 5        | 4        | 1        | .200     |
| 2024  | 広島  | 49    | 236   | 41    | 1     | 2     | 1        | -     | -        | -        | -        | -        |
| 通算  | 通算  | 162   | 752   | 103   | 2     | 7     | 3        | -     | -        | -        | -        | -        |

- 2024年度シーズン終了時[注 1]

### 記録
初記録
- 初出場：2021年3月28日、対中日ドラゴンズ3回戦（MAZDA Zoom-Zoom スタジアム広島）、9回表に捕手で出場
- 初打席：同上、9回裏に祖父江大輔から四球
- 初先発出場：2021年4月29日、対横浜DeNAベイスターズ6回戦（MAZDA Zoom-Zoom スタジアム広島）、「7番・捕手」で先発出場
- 初安打・初打点：同上、7回裏に濵口遥大から右前2点適時打
- 初盗塁：同上、7回裏に二盗（投手：エドウィン・エスコバー、捕手：嶺井博希）
- 初本塁打：2021年6月20日、対横浜DeNAベイスターズ11回戦（東京ドーム）、5回表に坂本裕哉から右越ソロ

### 背番号
- 62（2020年[8] - 2022年）
- 32（2023年[20] - ）